# Тихоходки
Тихохо́дки (лат. Tardigrada) — тип микроскопических беспозвоночных, близкий к членистоногим.

## История изучения
Первые описания тихоходок были сделаны независимо И. А. Гёце, Б. Корти, Л. Спалланцани, и О. Ф. Мюллером в конце XVIII в. Наиболее раннее описание этих животных сделал немецкий пастор Иоганн Август Эфраим Гёце в 1773 году. В нём он сравнил их с медведями, назвав kleiner Wasserbär (с нем. — «маленький водяной медведь»). В то же время итальянские учёные Бонавентура Корти и Ладзаро Спалланцани изучали явление криптобиоза у коловраток и нематод и в ходе своих исследований иногда наблюдали тихоходок. В 1776 году Спалланцани дал им название il Tardigrado (с итал. — «тихоходки») и подробно описал процесс вхождения в криптобиоз, заметив, что «возрождение» возможно только при постепенном обезвоживании и увлажнении. Вместе с тем, Спалланцани и Корти считали, что в процессе высыхания тихоходки умирают, впоследствии возвращаясь к жизни. В 1785 была посмертно опубликована работа Мюллера, в которой он впервые пронаблюдал откладку яиц во время линьки и питание тихоходок растениями и классифицировал их, отнеся к клещам. Мюллер описал обнаруженную им тихоходку под латинским названием Acarus ursellus, снабдив описание диагнозом. Позднее этот вид был включён в 13-е издание Системы природы Карла Линнея.
На протяжении первой половины XIX века тихоходок относили к различным группам членистоногих, считая их клещами, насекомыми или их личинками. В 1834 году немецкий анатом К. А. С. Шультце описал криптобиоз у открытой им тихоходки Macrobiotus hufelandii, предположив, что он представляет собой не смерть животного, а близкое к ней состояние, при котором животное не реагирует на внешние стимулы, сохраняя способность вернуться к нормальному состоянию. Это предположение вызвало много споров. Так, известный естествоиспытатель Х. Г. Эренберг считал, что «возрождения» у коловраток, нематод и тихоходок не происходит, а наблюдаемые особи являются потомками погибших животных. В том же году М. Перти выделил тихоходок в отдельное семейство ракообразных Xenomorphidae. В 1838 году Ф. Дюжарден объединил тихоходок вместе с коловратками в класс Systolidae, отметив у них отсутствие сегментации тела и конечностей, схожесть глаз с глазами планарий и наличие «кровяных телец», передвигающихся не по кровеносным сосудам, а в полости тела. Дюжарден считал, что они занимают положение между червями и членистоногими.
В 1840 году вышел первый том диссертации французского учёного Л. М. Ф. Дуайера «Memoire sur les Tardigrades», посвящённой тихоходкам. В нём он описал мышцы и нервную систему этих животных, некоторые стадии оогенеза, сперматиды, откладку яиц. В третьей части, вышедшей в 1842 году, он описал свои эксперименты по высушиванию тихоходок и пришёл к выводу, что «оживление» тихоходок возможно, но лишь при медленном высушивании, в то время как быстрое высыхание приводит к нарушению целостности организма. Однако в возможности криптобиоза сомневался Ф. А. Пуше, и в 1849 в Париже французское биологическое общество (фр. Société de Biologie) организовало дискуссию, по итогам которой возобладал взгляд Дуайера.

## Морфология и физиология
Тихоходки имеют микроскопическое сегментированное тело размером от 50 до 1200 мкм, состоящее из четырёх сегментов и головы. Снабжено четырьмя парами коротких и толстых ног с одним разветвлённым коготком на конце (у некоторых видов коготки почти отделены друг от друга), причём последняя пара ног направлена назад. Передвигаются тихоходки действительно очень медленно — со скоростью всего 2—3 мм в минуту. Ротовые органы — пара острых «стилетов», служащих для прокалывания оболочек клеток водорослей и мхов, которыми тихоходки питаются. Тихоходки имеют пищеварительную, выделительную, нервную и половую системы; однако у них отсутствуют дыхательная и кровеносная системы — дыхание кожное, а роль крови выполняет заполняющая полость тела жидкость.

### Покровы
Покровы представлены однослойным эпидермисом, который секретирует трёхслойную кутикулу, содержащую хитин. Окраска покровов может быть различна: у морских видов покровы обычно прозрачные или белые, а у наземных они могут быть белыми, жёлтыми, зелёными, красными, оранжевыми, коричневыми или почти чёрными. Будучи представителями клады линяющих (Ecdysozoa), тихоходки периодически сбрасывают покровы вместе с кутикулой, покрывающей внутренние органы.

## Размножение
Тихоходки раздельнополые. Самцы тихоходок мельче самок и встречаются редко, поэтому возможен партеногенез, то есть размножение самок без оплодотворения. Во время периода размножения у самки созревает от 1 до 30 яиц. Оплодотворение внутреннее или внешнее, когда самец откладывает сперму на кладку яиц. У одних видов яйца откладываются в грунт, в мох или воду, у других — в сброшенную при линьке шкурку. Развитие прямое, молодая тихоходка отличается от взрослой только меньшими размерами.

## Образ жизни
В настоящее время известно более 1000 видов тихоходок (в России — не менее 120 видов). Из-за микроскопических размеров и способности переносить неблагоприятные условия они распространены повсеместно, от Гималаев (до 6000 м) до морских глубин (ниже 4000 м). Тихоходок находили в горячих источниках, подо льдом (например, на Шпицбергене) и на дне океана. Распространяются они пассивно — ветром, водой, переносом различными животными. Все тихоходки в некоторой степени являются водными животными. Примерно 10 % — морские обитатели, другие встречаются в пресноводных водоёмах, однако большинство населяет моховые и лишайниковые подушки на земле, деревьях, скалах и каменных стенах. Количество тихоходок во мхе может быть очень велико — сотни, даже тысячи особей в 1 г высушенного мха.
Питаются тихоходки жидкостями водорослей и других растений, на которых обитают. Некоторые виды поедают мелких животных — коловраток, нематод, других тихоходок. В свою очередь служат добычей для клещей и ногохвосток.

## Выносливость
Тихоходки привлекли внимание уже первых исследователей своей поразительной выносливостью. Ладзаро Спалланцани, наблюдая оживление тихоходок после годового анабиоза, описал это явление как «воскрешение из мёртвых». При наступлении неблагоприятных условий они способны на многие годы впадать в состояние анабиоза, а при наступлении благоприятных условий — довольно быстро возвращаться к активности.
Тем не менее несмотря на способность выживать десятки лет в состоянии анабиоза, активная жизнь тихоходок не велика и обычно колеблется от трех-четырех месяцев, до двух лет у разных её видов.
Выживают тихоходки в основном за счёт так называемого ангидробиоза, то есть высушивания. При высыхании они втягивают в тело конечности, уменьшаются в объёме и принимают форму бочонка. Поверхность покрывается восковой оболочкой, препятствующей испарению. При анабиозе их метаболизм падает до 0,01 %, а содержание воды способно доходить до 1 % от нормального.
В состоянии анабиоза тихоходки выносят невероятные нагрузки. Исследователи получили данные, что белки тихоходок, экспрессируемые в клетках человека, могут замедлять молекулярные процессы, что является прорывом в технологиях замедления процесса старения и долгосрочного хранения человеческих клеток.

### Температура
Выдерживают 30-летнее пребывание при температуре −20  °C;
В течение 20 месяцев в жидком кислороде при −193  °C, восьмичасовое охлаждение жидким гелием до −271 °С;
В течение 420 часов при температуре 10 мкК;
Выдерживают нагрев до 60—65 °С в течение 10 часов и до 100 °С в течение часа.

### Ионизирующее излучение
Доза ионизирующего излучения в 570 000 бэр убивает примерно 50 % облучаемых тихоходок. Для человека полусмертельная доза радиации составляет всего 500 бэр.

### Атмосфера
Довольно долго могут находиться в атмосфере сероводорода, углекислого газа.

### Давление
В эксперименте японских биофизиков «спящих» тихоходок помещали в герметичный пластиковый контейнер и погружали его в заполненную водой камеру высокого давления, постепенно доведя его до 600 МПа (около 6000 атмосфер). При этом не важно, какой жидкостью был заполнен контейнер: водой или нетоксичным слабым растворителем перфторуглеродом C8F18 — результаты по выживаемости совпадали.

### Открытый космос
В эксперименте шведских учёных тихоходок видов Richtersius coronifer и Milnesium tardigradum разделили на три группы. Одна из них по прибытии на орбиту оказалась в условиях вакуума и была подвергнута воздействию космической радиации. Другая группа, кроме этого, также подверглась облучению ультрафиолетом A и B (280—400 нм). Третья группа животных испытала воздействие полного спектра ультрафиолета (116—400 нм). Все тихоходки находились в состоянии анабиоза. После 10 дней, проведённых в открытом космосе, практически все организмы были иссушены, но на борту космического аппарата тихоходки вернулись к нормальному состоянию. Большинство животных, подвергшихся облучению ультрафиолетом с длиной волны 280—400 нм, выжили и оказались способны к воспроизводству. Однако жёсткое ультрафиолетовое облучение оказало критическое воздействие, лишь 12 % животных третьей группы выжили, все они принадлежали к виду Milnesium tardigradum. Тем не менее, выжившие смогли дать нормальное потомство, хотя их плодовитость оказалась ниже, чем у контрольной группы, находившейся на Земле. Все животные из третьей группы погибли через несколько дней после возвращения на Землю.

### Влажность
В литературе часто упоминается случай, когда мох, взятый из музея спустя приблизительно 120 лет хранения в сухом виде, поместили в воду, и через некоторое время на нём «обнаружилось множество ползающих тихоходок». На самом деле в первоисточнике говорится, что одна особь стала подавать признаки жизни, но так и не ожила. По современным данным, тихоходки могут ожить после примерно десятка лет анабиоза.

## Горизонтальный перенос генов
Геном тихоходок является относительно большим для их размеров и положения на древе эволюции — он содержит в себе около 215 миллионов нуклеотидов, что примерно в два раза больше, чем у нематод, геном которых по размеру считается типичным для мелких беспозвоночных.
Некоторое время считалось, что свыше 6500 участков ДНК (около 17 %) из 38 тысяч генов были «позаимствованы» у других организмов, в том числе бактерий-экстремофилов. Тихоходки способны переносить экстремальные формы обезвоживания, когда доля воды в их организме падает до 1—2 % от нормы. Предполагалось, что, высушиваясь, ДНК Hypsibius dujardini распадается на крупные фрагменты, а при возврате в условия обитания с нормальным содержанием воды особые белки «сшивают» и восстанавливают поврежденную ДНК. В этот момент в клетки, благодаря расширенным порам, якобы могут попадать фрагменты чужой ДНК, которые «вшиваются» в геном и остаются в нём, если их появление не приводит к фатальным последствиям для тихоходки и помогает ей выживать. Учитывая то, что многие из этих участков являлись генами, отвечающими за реакцию на стресс, починку ДНК и противодействие различным экстремальным факторам, предполагалось, что тихоходки приобрели способность выживать в космосе благодаря позаимствованным генам.
Также высказывалось мнение, что причиной выводов о массовом заимствовании чужих генов являлось загрязнение (контаминация) образцов ДНК тихоходок чужой бактериальной ДНК.
Последние исследования показывают, что всего 1,2 % генов тихоходок заимствованы способом горизонтального переноса у других царств живых существ.

## Классификация
Систематическое положение тихоходок дискуссионно. Большинство авторов сближают их с настоящими членистоногими (Euarthropoda). Помимо этого, их могут сближать либо с нематодами (Nematoda), либо с кольчатыми червями (Annelida).
Большинство тихоходок относят к классам Heterotardigrada и Eutardigrada, к третьему классу Mesotardigrada относят единственный вид Thermozodium esakii обитающий в Японии. В 2019 году было предложено выделить 4-й класс тихоходок Apotardigrada, к которому отнесли около 45 видов, однако в уже в 2021 году выражены сомнения в статусе Apotardigrada.
- У Heterotardigrada внешние покровы склеротизированы, голова снабжена двумя усиками, а конечности имеют по четыре пальца и/или когтя.
- У Eutardigrada нет усиков на голове и покровы эластичные. К ним относятся виды, приспособившиеся к жизни в море (Halobiotus), и самая крупная из тихоходок, Milnesium tardigradum, достигающая 1,5 мм в длину.
- У Mesotardigrada шипики и коготки сходны с таковыми у представителей Heterotardigrada, а макроплакоиды похожи на такие же структуры у видов из класса Eutardigrada.

## Палеонтология
Формы, близкие к предковым тихоходкам, найдены в среднем кембрии Сибири. Древнейшей настоящей тихоходкой считается Milnesium swolenskyi, обнаруженная в верхнемеловом янтаре Нью-Джерси. Тихоходки обнаружены также в доминиканском янтаре.

## Миссия «Берешит»
22 февраля 2019 года необитаемый космический аппарат «Берешит» был отправлен к Луне с задачей  стать первым частным космическим аппаратом, совершившим мягкую посадку на Луну. Среди его груза в том числе находились тихоходки. Однако 11 апреля аппарат разбился о лунную поверхность, в связи с чем нельзя достоверно утверждать, выжили ли тихоходки, но учитывая, что жёсткая посадка была гораздо медленнее, чем схожие условия при лабораторных испытаниях ранее в вакууме, возможно тихоходки до сих пор остаются в живых на поверхности Луны в спящем состоянии.